# Северный Альфёльд

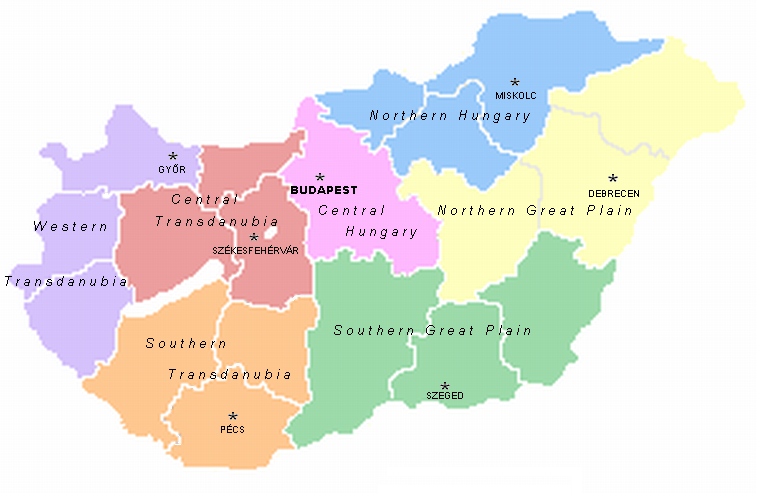
Регионы Венгрии

Северный Альфёльд (венг. Észak-Alföld) — статистический (NUTS 2) регион Венгрии, включающий медье Хайду-Бихар, Яс-Надькун-Сольнок, Сабольч-Сатмар-Берег. Регион граничит с Украиной на северо-востоке и с Румынией на юге и юго-западе.
Площадь региона составляет 17 729 км² (второй по площади регион после Южного Альфёльда). Население — 1 481 922 человека (данные 2011 года).
Северный Альфёльд считается самым экономически слабым регионом Венгрии. Несмотря на создание специальных налоговых и промышленных зон, объём инвестиций в регион не увеличивается из-за отсутствия инфраструктуры. Уровень безработицы в 2001 году составлял 7,5 %.
Основная часть Северного Альфёльда используется под сельское хозяйство, также в регионе есть развитая фармацевтическая промышленность.
Одним из наиболее примечательных мест Северного Альфёльда считается национальный парк Хортобадь.